# 燃面

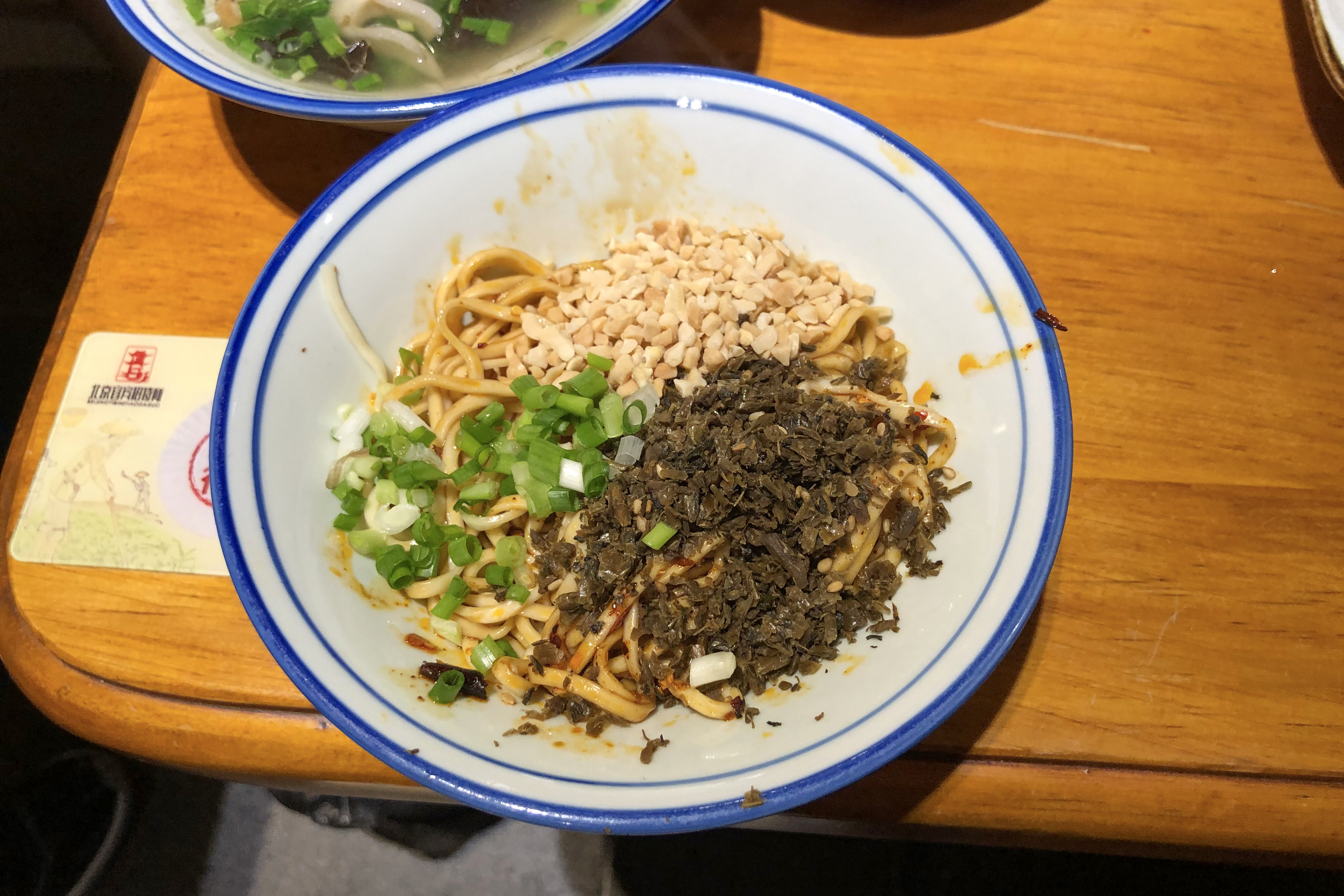
在北京供应的宜宾燃面，未添加臊子

燃麵為中华人民共和国四川省宜宾传统小吃，旧称油条麵，因其油重無水，點火即燃，故名燃面。
早在清朝光绪年间，便开始有人经营。这种小吃选用本地优质水面条为主料，以宜宾黄芽菜、小磨麻油、鲜板化油、八角、山奈、芝麻、花生、核桃、金条辣椒、上等花椒以及香葱、豌豆尖或菠菜叶等辅料，将麵煮熟，捞起甩乾，去除碱味，再按传统工艺加油佐料即成。宜宾面条的臊子花色非常丰富，有牛肉、肥肠、三鲜、排骨、口蘑、杂酱、乾筋、蹄花、炖鸡、辣鸡等一二十个品种。

## 制法

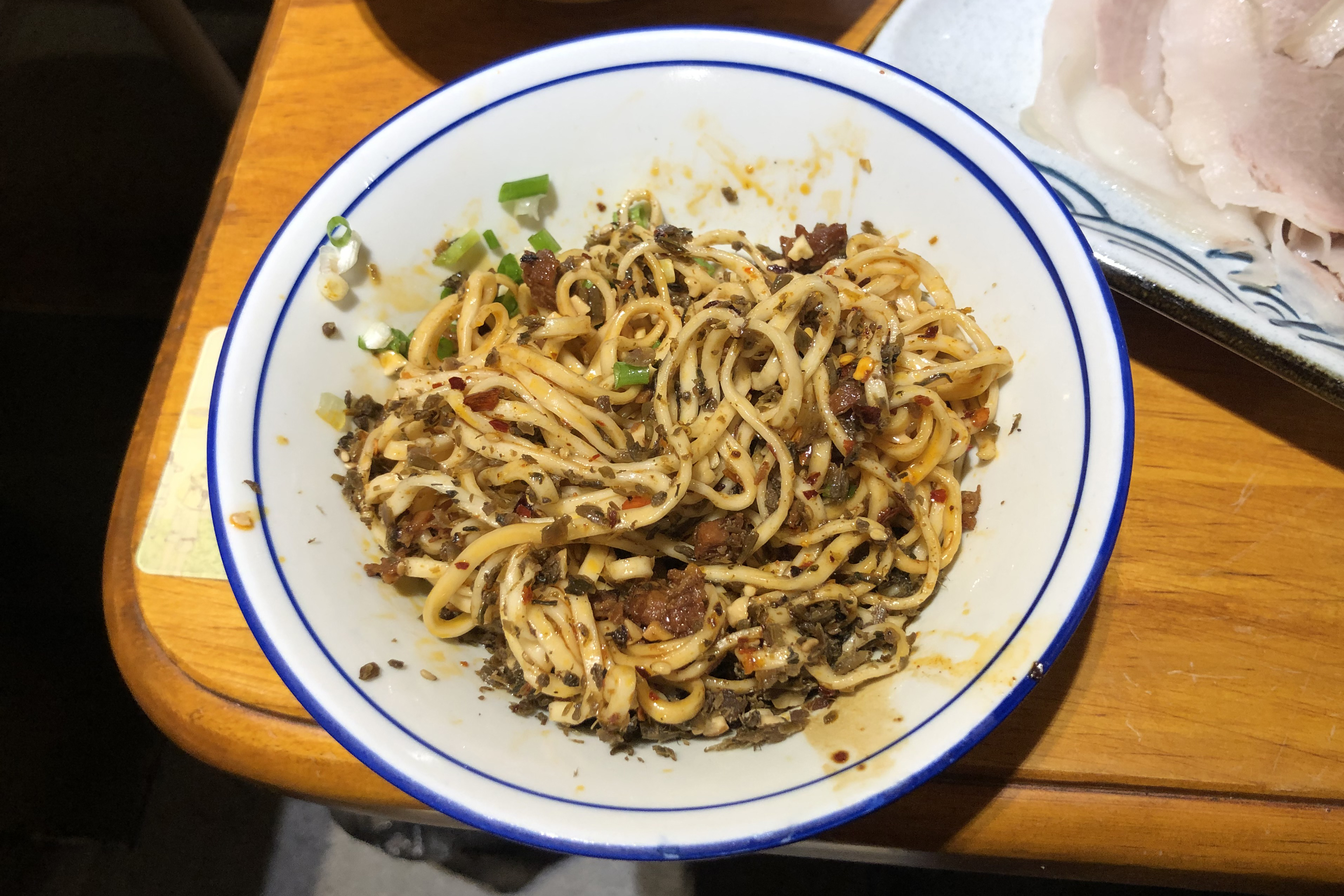
搅拌后的荤燃面

面条入沸锅断生即用竹笊篱捞起，劲甩两下去掉多余水分盛入碗中。淋入炼熟菜籽油，趁热用筷子挑散和匀使之不起黏，随即淋上本地酱油、多种香料密制的油辣椒、宜宾芽菜末、炒熟碾成半碎的花生末、葱花挑拌均匀即成。如在麵上浇一勺炒香的肉臊就是荤燃面，淋上骨汤则成燃汤面。
宜宾燃麵香气浓郁，重油重色，入口筋道酥脆。燃面名称由来有一说，因此麵干燥多油，挑起来可如火绳一般点燃故名。